# Israël aux Jeux olympiques d'été de 2020
Israël participe aux Jeux olympiques de 2020 à Tokyo au Japon. Il s'agit de sa 17e participation à des Jeux d'été.
Le Comité international olympique autorise à partir de ces Jeux à ce que les délégations présentent deux porte-drapeau, une femme et un homme, pour la cérémonie d'ouverture. Le nageur Yakov-Yan Toumarkin et la triple-sauteuse Hanna Knyazyeva-Minenko sont nommés par le Comité olympique d'Israël le 4 juillet 2021.

## Délégation

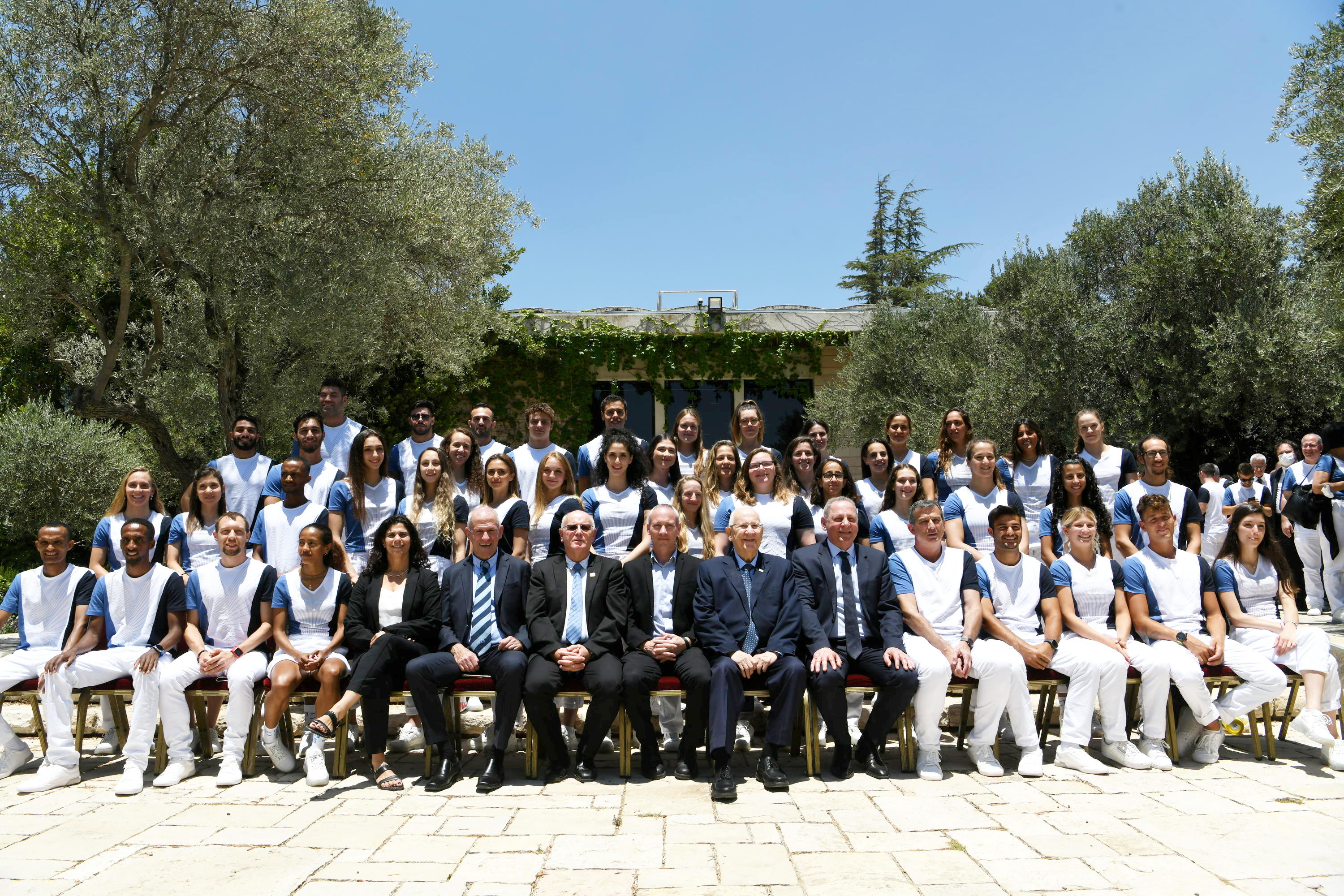
La délégation olympique israélienne avec le Président de l'État d'Israël Reuven Rivlin.

La délégation israélienne est la plus importante depuis sa première participation aux Jeux olympiques d'été avec 90 compétiteurs, dans 15 sports.
| Sport                 | Hommes | Femmes | Total |
| --------------------- | ------ | ------ | ----- |
| Athlétisme            | 3      | 6      | 9     |
| Badminton             | 1      | 1      | 2     |
| Baseball              | 24     | —      | 24    |
| Cyclisme              | 1      | 1      | 2     |
| Équitation            | 2      | 2      | 4     |
| Gymnastique           | 2      | 8      | 10    |
| Haltérophilie         | 1      | 0      | 1     |
| Judo                  | 6      | 6      | 12    |
| Natation              | 10     | 3      | 13    |
| Natation synchronisée | —      | 2      | 2     |
| Surf                  | 0      | 1      | 1     |
| Tir                   | 1      | 0      | 1     |
| Tir à l'arc           | 1      | 0      | 1     |
| Taekwondo             | 0      | 1      | 1     |
| Triathlon             | 2      | 0      | 2     |
| Voile                 | 1      | 4      | 5     |
| Total                 | 55     | 35     | 90    |

## Médaillés
| Sport                  | Discipline          | Athlète(s)      | Performance    | Date     |
| ---------------------- | ------------------- | --------------- | -------------- | -------- |
| Gymnastique artistique | Sol                 | Artem Dolgopyat | 14,933 points  | 1er août |
| Gymnastique rythmique  | Concours individuel | Linoy Ashram    | 107,800 points | 7 août   |

| Sport     | Discipline            | Athlète(s) | Performance                    | Date       |
| --------- | --------------------- | --- | ------------------------------ | ---------- |
| Taekwondo | Moins de 49 kg femmes | Avishag Semberg | Rukiye Yıldırım Victoire 27-22 | 24 juillet |
| Judo      | Par équipes           | Gili Sharir Sagi Muki Raz Hershko Peter Paltchik Timna Nelson-Levy Tohar Butbul Or Sasson Li Kochman Inbar Lanir Shira Rishony Baruch Shmailov | ROC Victoire 4-1               | 31 juillet |

## Résultats

### Athlétisme

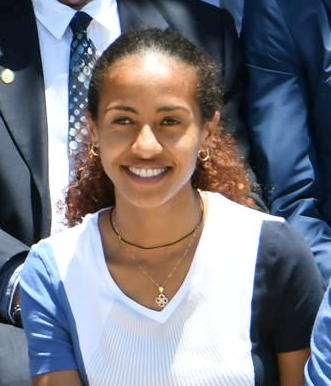
Selamawit Teferi.
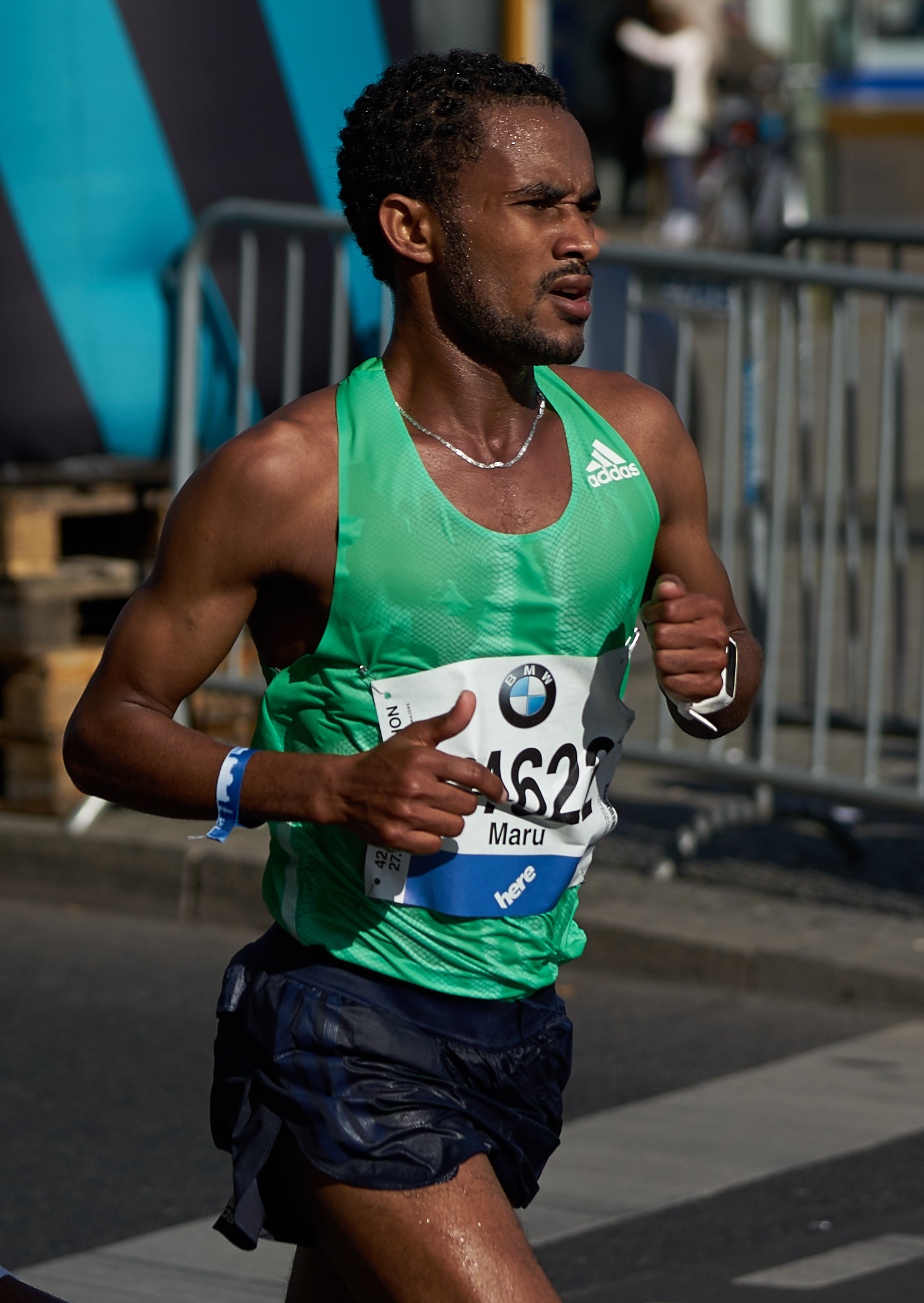
Maru Teferi.
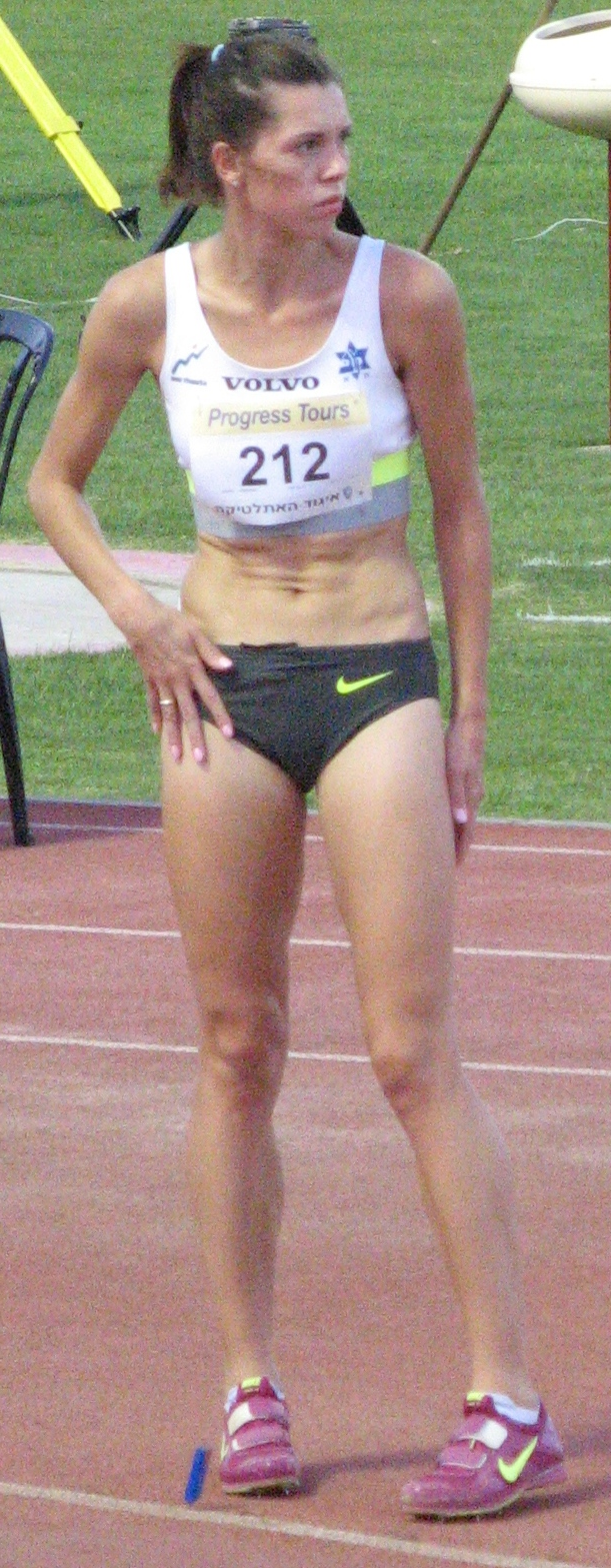
Hanna Knyazyeva-Minenko.

| Haimro Alame           | Marathon masculin       | Non disputé       | Non disputé | Non disputé | Non disputé | 2 h 17 min 17 s | 37e      |          |          |          |          |          |          |          |          |          |          |          |          |          |          |          |          |          |          |          |          |          |          |
| Girmaw Amare           | Marathon masculin       | Non disputé       | Non disputé | Non disputé | Non disputé | 2 h 16 min 17 s | 28e      |          |          |          |          |          |          |          |          |          |          |          |          |          |          |          |          |          |          |          |          |          |          |
| Maru Teferi            | Marathon masculin       | Non disputé       | Non disputé | Non disputé | Non disputé | 2 h 13 min 2 s  | 13e      |          |          |          |          |          |          |          |          |          |          |          |          |          |          |          |          |          |          |          |          |          |          |
| Diana Vaisman          | 100 m féminin           | 11 s 27           | 4e          | Éliminée    | Éliminée    | Éliminée        | Éliminée |          |          |          |          |          |          |          |          |          |          |          |          |          |          |          |          |          |          |          |          |          |          |
| Selamawit Dagnachew    | 5 000 m féminin         | 14 min 53 s 43 NR | 8e          | Non disputé | Non disputé | 14 min 54 s 39  | 10e      |          |          |          |          |          |          |          |          |          |          |          |          |          |          |          |          |          |          |          |          |          |          |
| Selamawit Dagnachew    | 10 000 m féminin        | Non disputé       | Non disputé | Non disputé | Non disputé | 32 min 46 s 46  | 23e      |          |          |          |          |          |          |          |          |          |          |          |          |          |          |          |          |          |          |          |          |          |          |
| Adva Cohen             | 3 000 m steeple féminin | 10 min 5 s 95     | 14e         | Non disputé | Non disputé | Éliminée        | Éliminée | Éliminée | Éliminée | Éliminée | Éliminée | Éliminée | Éliminée | Éliminée | Éliminée | Éliminée | Éliminée | Éliminée | Éliminée | Éliminée | Éliminée | Éliminée | Éliminée | Éliminée | Éliminée | Éliminée | Éliminée | Éliminée | Éliminée |
| Lonah Chemtai Salpeter | Marathon féminin        | Non disputé       | Non disputé | Non disputé | Non disputé | 2 h 48 min 31 s | 66e      |          |          |          |          |          |          |          |          |          |          |          |          |          |          |          |          |          |          |          |          |          |          |
| Maor Tiyouri           | Marathon féminin        | Non disputé       | Non disputé | Non disputé | Non disputé | 2 h 37 min 52 s | 48e      |          |          |          |          |          |          |          |          |          |          |          |          |          |          |          |          |          |          |          |          |          |          |

| Athlète                 | Épreuve             | Qualification | Qualification | Finale      | Finale |
| Athlète                 | Épreuve             | Performance   | Rang          | Performance | Rang   |
| ----------------------- | ------------------- | ------------- | ------------- | ----------- | ------ |
| Hanna Knyazyeva-Minenko | Triple saut féminin | 14,36 m       | 8e            | 14,60 m     | 6e     |

### Badminton
| Athlète            | Compétition   | Phase de groupes               | Phase de groupes                   | Phase de groupes | 1/8e de finale   | Quarts de finale | Demi-finales     | Finale           | Finale   |
| Athlète            | Compétition   | Adversaire Score               | Adversaire Score                   | Rang             | Adversaire Score | Adversaire Score | Adversaire Score | Adversaire Score | Rang     |
| ------------------ | ------------- | ------------------------------ | ---------------------------------- | ---------------- | ---------------- | ---------------- | ---------------- | ---------------- | -------- |
| Misha Zilberman    | Simple hommes | Praneeth Victoire 21-17, 21-15 | Caljouw Défaite 21-17, 9-21, 10-21 | 2e du gr. D      | Éliminé          | Éliminé          | Éliminé          | Éliminé          | Éliminé  |
| Ksenia Polikarpova | Simple dames  | Sindhu Défaite 7-21, 10-21     | Cheung Défaite 12-21, 21-15, 16-21 | 3e du gr. J      | Éliminée         | Éliminée         | Éliminée         | Éliminée         | Éliminée |

### Baseball

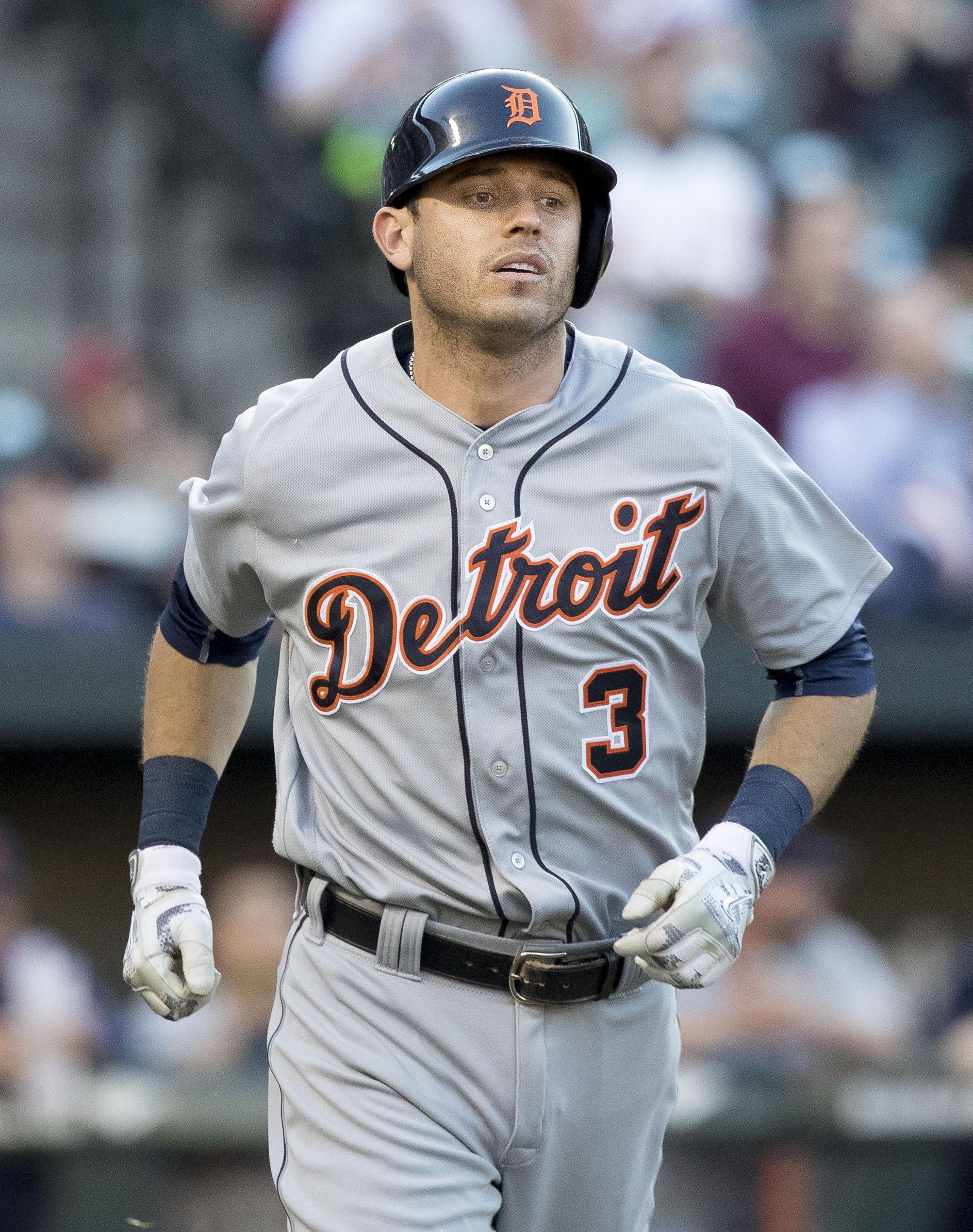
Ian Kinsler.
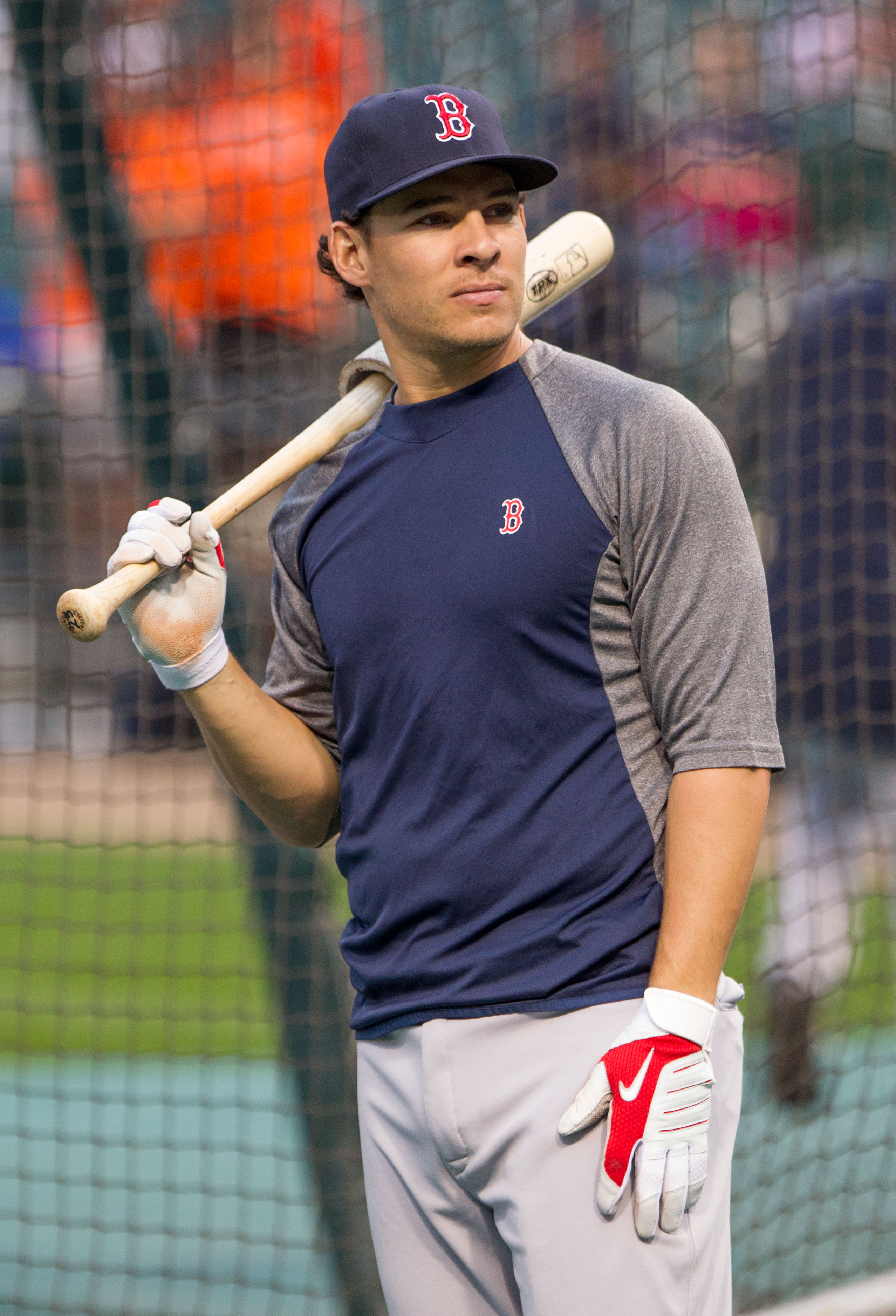
Danny Valencia.
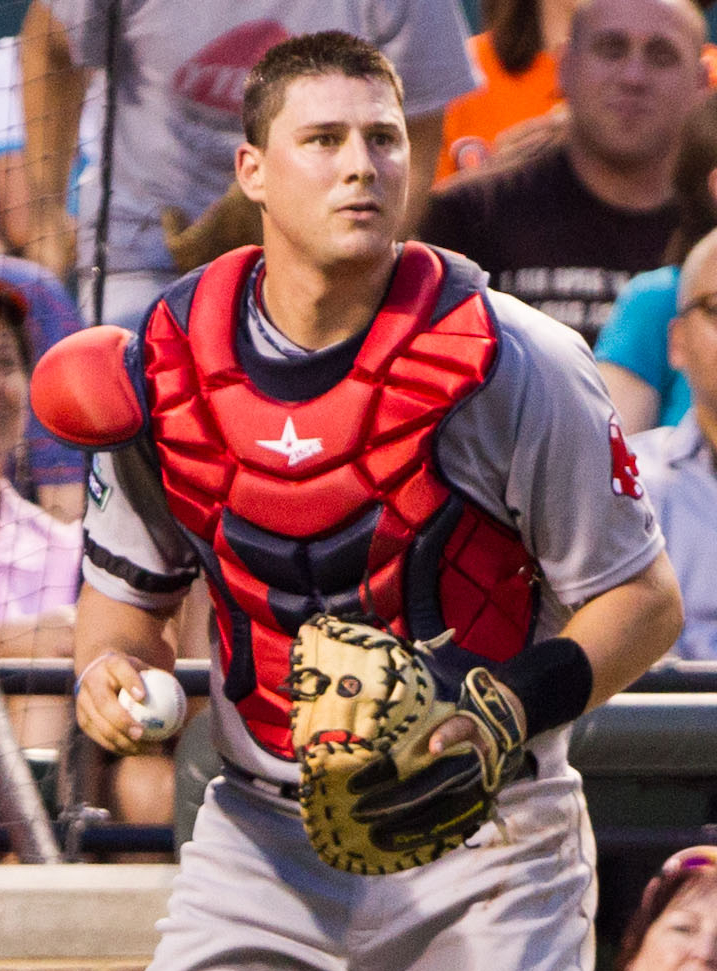
Ryan Lavarnway.

| Phase de groupes         | Phase de groupes       | Phase de groupes | Tour 1                | Tour 2                    | Repêchage 1                        | Repêchage 2      | Demi-finale      | Finale / 3e place | Finale / 3e place |
| Adversaire Score         | Adversaire Score       | Rang             | Adversaire Score      | Adversaire Score          | Adversaire Score                   | Adversaire Score | Adversaire Score | Adversaire Score  | Rang              |
| ------------------------ | ---------------------- | ---------------- | --------------------- | ------------------------- | ---------------------------------- | ---------------- | ---------------- | ----------------- | ----------------- |
| Corée du Sud Défaite 5-6 | États-Unis Défaite 1-8 | 3e               | Mexique Victoire 12-5 | Corée du Sud Défaite 1-11 | République dominicaine Défaite 6-7 | Éliminés         | Éliminés         | Éliminés          | 5e                |

### Cyclisme

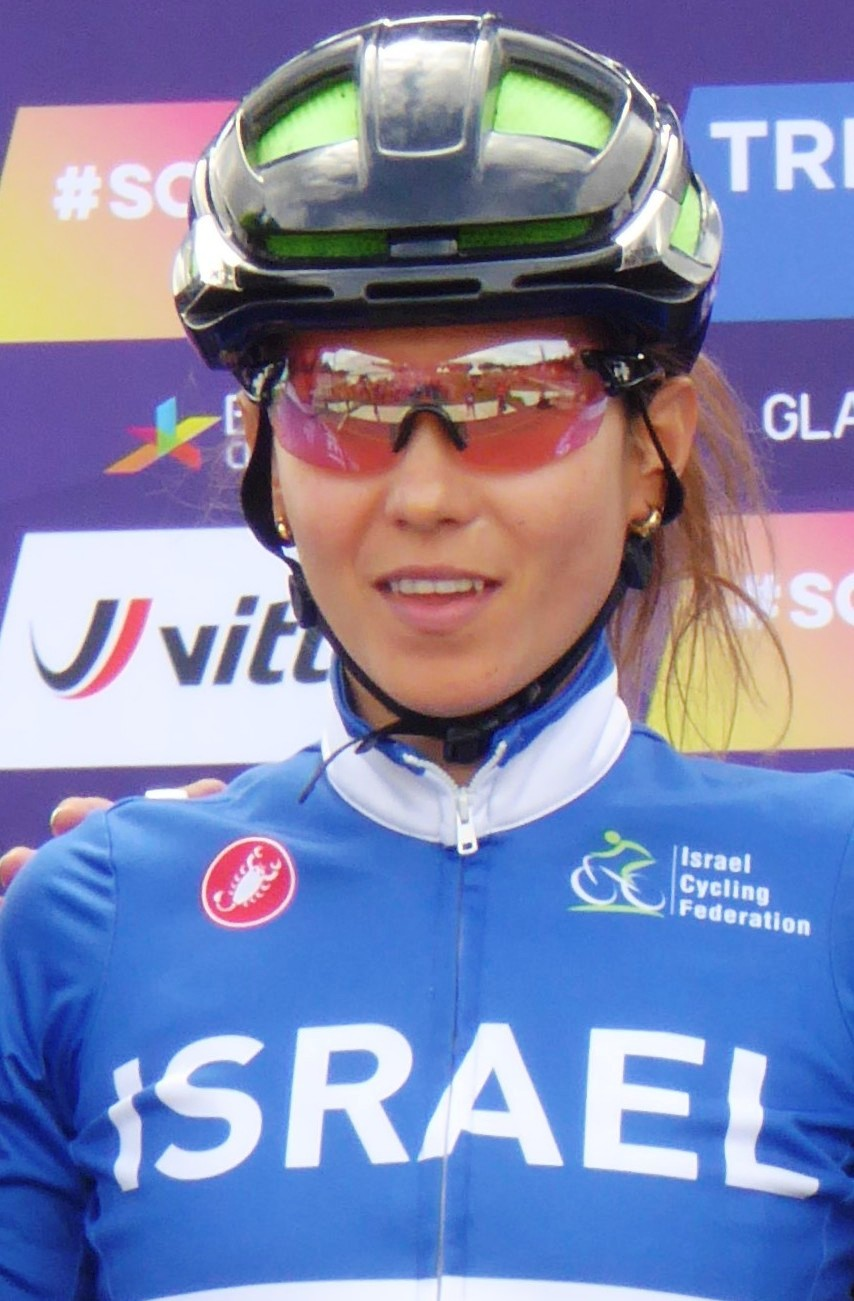
Omer Shapira.

| Athlète      | Compétition | Temps           | Rang |
| ------------ | ----------- | --------------- | ---- |
| Omer Shapira | Femmes      | 33 min 15 s 84  | 15e  |
| Omer Shapira | Femmes      | 3 h 55 min 23 s | 24e  |

| Athlète      | Compétition | Temps           | Rang |
| ------------ | ----------- | --------------- | ---- |
| Shlomi Haimy | Hommes      | 1 h 36 min 58 s | 33e  |

### Équitation
| Athlète                                | Cheval         | Compétition | Qualification | Qualification | Qualification | Qualification | Qualification | Finale    | Finale    | Finale    | Finale   | Finale   |
| Athlète                                | Cheval         | Compétition | Pénalités     | Pénalités     | Pénalités     | Temps         | Rang          | Pénalités | Pénalités | Pénalités | Temps    | Rang     |
| Athlète                                | Cheval         | Compétition | Saut          | Temps         | Total         | Temps         | Rang          | Saut      | Temps     | Total     | Temps    | Rang     |
| -------------------------------------- | -------------- | ----------- | ------------- | ------------- | ------------- | ------------- | ------------- | --------- | --------- | --------- | -------- | -------- |
| Ashlee Bond                            | Donatello      | Individuel  | 0,00          | 0,00          | 0,00          | 82,84         | =1er          | 4,00      | 1,00      | 5,00      | 88,02    | 11e      |
| Alberto Michán                         | Cosa Nostra    | Individuel  | Éliminé       | Éliminé       | Éliminé       | Éliminé       | Éliminé       | Éliminé   | Éliminé   | Éliminé   | Éliminé  | Éliminé  |
| Teddy Vlock                            | Amsterdam      | Individuel  | 4,00          | 2,00          | 6,00          | 95,74         | 42e           | Éliminé   | Éliminé   | Éliminé   | Éliminé  | Éliminé  |
| Ashlee Bond Alberto Michán Teddy Vlock | voir ci-dessus | Par équipes | Éliminés      | Éliminés      | Éliminés      | Éliminés      | Éliminés      | Éliminés  | Éliminés  | Éliminés  | Éliminés | Éliminés |

### Gymnastique

#### Artistique

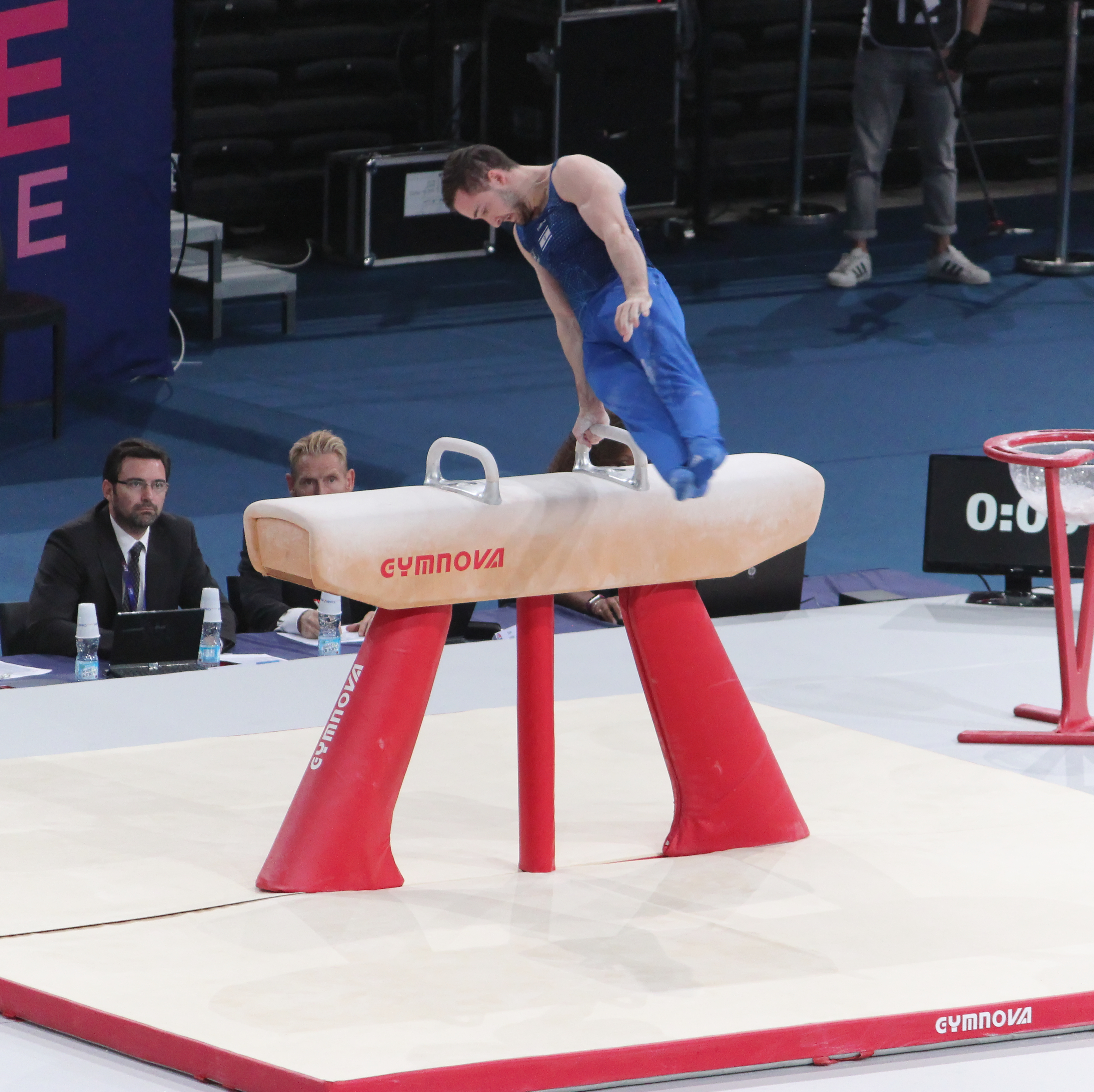
Artem Dolgopyat aux Internationaux de France en 2018.

| Athlète            | Compétition     | Qualifications | Qualifications | Qualifications | Qualifications | Qualifications    | Qualifications | Qualifications | Qualifications | Finale   | Finale         | Finale   | Finale   | Finale            | Finale     | Finale  | Finale                         |
| Athlète            | Compétition     | Appareil       | Appareil       | Appareil       | Appareil       | Appareil          | Appareil       | Total          | Rang           | Appareil | Appareil       | Appareil | Appareil | Appareil          | Appareil   | Total   | Rang                           |
| Athlète            | Compétition     | Sol            | Cheval d'arçon | Anneaux        | Saut           | Barres parallèles | Barre fixe     | Total          | Rang           | Sol      | Cheval d'arçon | Anneaux  | Saut     | Barres parallèles | Barre fixe | Total   | Rang                           |
| ------------------ | --------------- | -------------- | -------------- | -------------- | -------------- | ----------------- | -------------- | -------------- | -------------- | -------- | -------------- | -------- | -------- | ----------------- | ---------- | ------- | ------------------------------ |
| Alexander Shatilov | Sol             | 13,500         | -              | -              | -              | -                 | -              | 13,500         | 47e            | Éliminé  | Éliminé        | Éliminé  | Éliminé  | Éliminé           | Éliminé    | Éliminé | Éliminé                        |
| Artem Dolgopyat    | Sol             | 15,200         | -              | -              | -              | -                 | -              | 15,200         | 1er            | 14,933   | -              | -        | -        | -                 | -          | 14,933  | Médaille d'or, Jeux olympiques |
| Artem Dolgopyat    | Cheval d'arçons | -              | 12,766         | -              | -              | -                 | -              | 12,766         | 56e            | Éliminé  | Éliminé        | Éliminé  | Éliminé  | Éliminé           | Éliminé    | Éliminé | Éliminé                        |

| Athlète   | Compétition      | Qualifications | Qualifications      | Qualifications | Qualifications | Qualifications | Qualifications | Finale   | Finale              | Finale   | Finale   | Finale   | Finale   |
| Athlète   | Compétition      | Appareil       | Appareil            | Appareil       | Appareil       | Total          | Rang           | Appareil | Appareil            | Appareil | Appareil | Total    | Rang     |
| Athlète   | Compétition      | Saut           | Barres asymétriques | Poutre         | Sol            | Total          | Rang           | Saut     | Barres asymétriques | Poutre   | Sol      | Total    | Rang     |
| --------- | ---------------- | -------------- | ------------------- | -------------- | -------------- | -------------- | -------------- | -------- | ------------------- | -------- | -------- | -------- | -------- |
| Lihie Raz | Concours général | 13,899         | 11,700              | 12,066         | 12,400         | 50,399         | 59e            | Éliminée | Éliminée            | Éliminée | Éliminée | Éliminée | Éliminée |

#### Rythmique
| Athlète        | Qualification | Qualification | Qualification | Qualification | Qualification | Qualification | Finale | Finale | Finale | Finale | Finale  | Finale                         |
| Athlète        |               |               |               |               | Total         | Rang          |        |        |        |        | Total   | Rang                           |
| -------------- | ------------- | ------------- | ------------- | ------------- | ------------- | ------------- | ------ | ------ | ------ | ------ | ------- | ------------------------------ |
| Linoy Ashram   | 23,500        | 28,250        | 27,850        | 23,500        | 103,100       | 3e            | 27,550 | 28,300 | 28,650 | 23,300 | 107,800 | Médaille d'or, Jeux olympiques |
| Nicol Zelikman | 24,350        | 25,500        | 24,950        | 21,100        | 95,900        | 7e            | 23,700 | 24,150 | 25,600 | 22,150 | 95,600  | 7e                             |

| Athlète                                                                | Qualification | Qualification | Qualification | Qualification | Finale | Finale | Finale | Finale |
| Athlète                                                                | 5             | 4 + 3         | Total         | Rang          | 5      | 4 + 3  | Total  | Rang   |
| ---------------------------------------------------------------------- | ------------- | ------------- | ------------- | ------------- | ------ | ------ | ------ | ------ |
| Ofir Dayan Yana Kramarenko Natalie Raits Yuliana Telegina Karin Vexman | 44,000        | 40,650        | 84,650        | 4e            | 44,100 | 39,750 | 83,850 | 6e     |

### Haltérophilie
| Athlète        | Compétition           | Arraché  | Arraché | Épaulé-jeté | Épaulé-jeté | Total  | Rang |
| Athlète        | Compétition           | Résultat | Rang    | Résultat    | Rang        | Total  | Rang |
| -------------- | --------------------- | -------- | ------- | ----------- | ----------- | ------ | ---- |
| David Litvinov | Plus de 109 kg hommes | 176 kg   | 10e     | 205 kg      | 11e         | 381 kg | 11e  |

### Judo

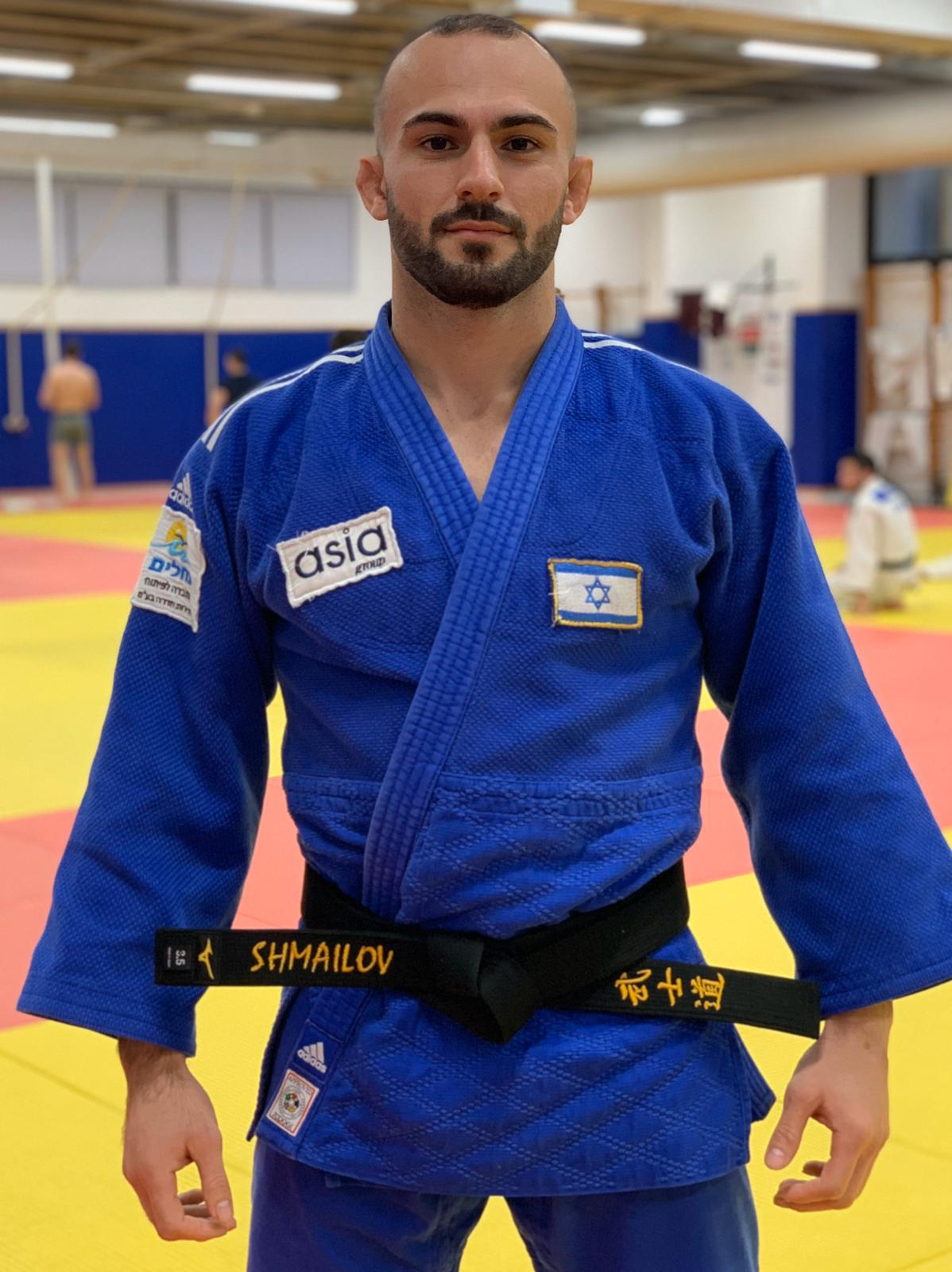
Baruch Shmailov

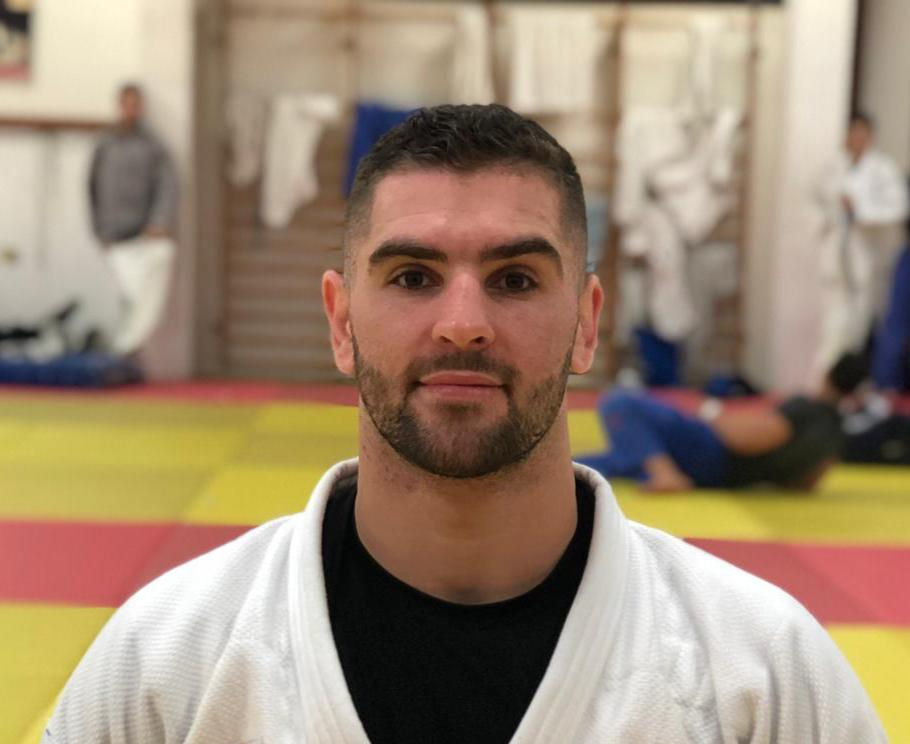
Peter Paltchik

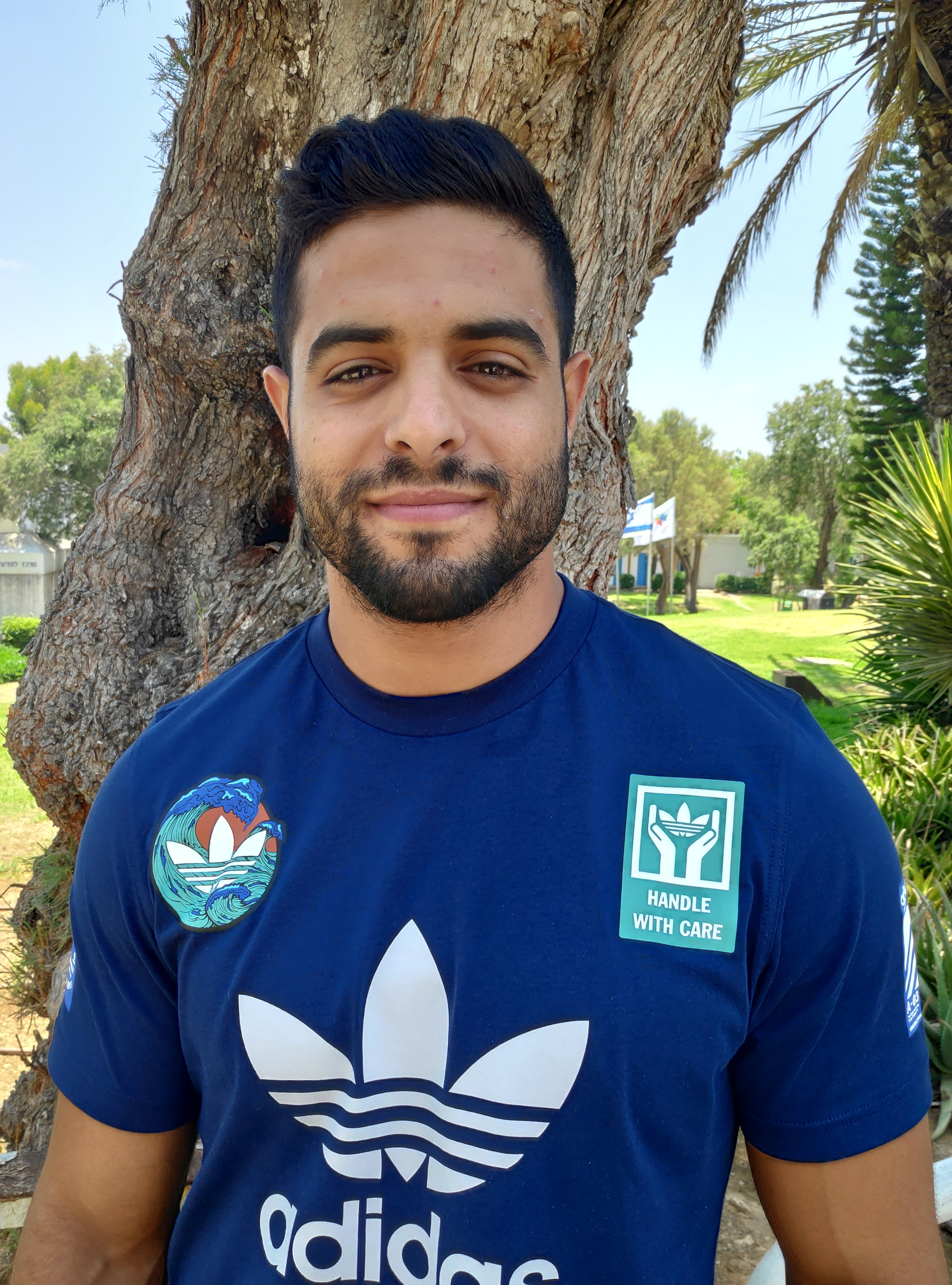
Sagi Muki

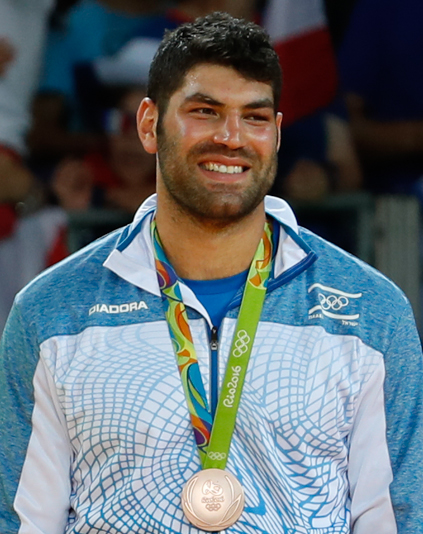
Or Sasson

| Athlète | Compétition            | 1er tour                             | 2e tour                    | Quart de finale              | Demi-finale         | Repêchage                | Finale / MB           | Rang                                |
| Athlète | Compétition            | Adversaire Résultat                  | Adversaire Résultat        | Adversaire Résultat          | Adversaire Résultat | Adversaire Résultat      | Adversaire Résultat   | Rang                                |
| --- | ---------------------- | ------------------------------------ | -------------------------- | ---------------------------- | ------------------- | ------------------------ | --------------------- | ----------------------------------- |
| Baruch Shmailov | Moins de 66 kg hommes  | Loforte Victoire 11-00               | Katz Victoire 01-00        | Margvelashvili Défaite 00-10 | Non qualifié        | Gomboc Victoire 01-00    | Cargnin Défaite 00-01 | 5e                                  |
| Tohar Butbul | Moins de 73 kg hommes  | Pas d'adversaire Victoire 10-00 (FG) | Sterpu Victoire 10-00      | An Défaite 00-01             | Non qualifié        | Margelidon Défaite 00-10 | Éliminé               | 7e                                  |
| Sagi Muki | Moins de 81 kg hommes  | Santos Victoire 10-00                | Borchashvili Défaite 00-01 | Éliminé                      | Éliminé             | Éliminé                  | Éliminé               | 9e                                  |
| Li Kochman | Moins de 90 kg hommes  | Klammert Victoire 10-00              | Bekauri Défaite 01-10      | Éliminé                      | Éliminé             | Éliminé                  | Éliminé               | 9e                                  |
| Peter Paltchik | Moins de 100 kg hommes | Exempté                              | Otgonbaatar Victoire 01-00 | Wolf Défaite 00-01           | Non qualifié        | El Nahas Défaite 00-10   | Éliminé               | 7e                                  |
| Or Sasson | Plus de 100 kg hommes  | Exempté                              | Riner Défaite 00-01        | Éliminé                      | Éliminé             | Éliminé                  | Éliminé               | 9e                                  |
| Shira Rishony | Moins de 48 kg femmes  | Álvarez Victoire 10-00               | Figueroa Victoire 10-00    | Munkhbat Défaite 00-11       | Non qualifiée       | Lin Victoire 10-00       | Bilodid Défaite 00-10 | 5e                                  |
| Gili Cohen | Moins de 52 kg femmes  | Babamuratowa Victoire 10-00          | Van Snick Défaite 00-10    | Éliminée                     | Éliminée            | Éliminée                 | Éliminée              | 9e                                  |
| Timna Nelson-Levy | Moins de 57 kg femmes  | Exemptée                             | Perišić Victoire 10-00     | Yoshida Défaite 00-01        | Non qualifiée       | Kajzer Défaite 00-10     | Éliminée              | 7e                                  |
| Gili Sharir | Moins de 63 kg femmes  | Haecker Défaite 00-10                | Éliminée                   | Éliminée                     | Éliminée            | Éliminée                 | Éliminée              | 17e                                 |
| Inbar Lanir | Moins de 78 kg femmes  | Mönkhtsetseg Victoire 10-00          | Aguiar Défaite 00-10       | Éliminée                     | Éliminée            | Éliminée                 | Éliminée              | 9e                                  |
| Raz Hershko | Plus de 78 kg femmes   | Alqahtani Victoire 11-00             | Sone Défaite 00-11         | Éliminée                     | Éliminée            | Éliminée                 | Éliminée              | 9e                                  |
| Gili Sharir Sagi Muki Raz Hershko Peter Paltchik Timna Nelson-Levy Tohar Butbul Or Sasson Li Kochman Inbar Lanir Shira Rishony Baruch Shmailov | Par équipes            | Non disputé                          | Italie Victoire 4-3        | France Défaite 3-4           | Non qualifiés       | Brésil Victoire 4-2      | ROC Victoire 4-1      | Médaille de bronze, Jeux olympiques |

### Natation

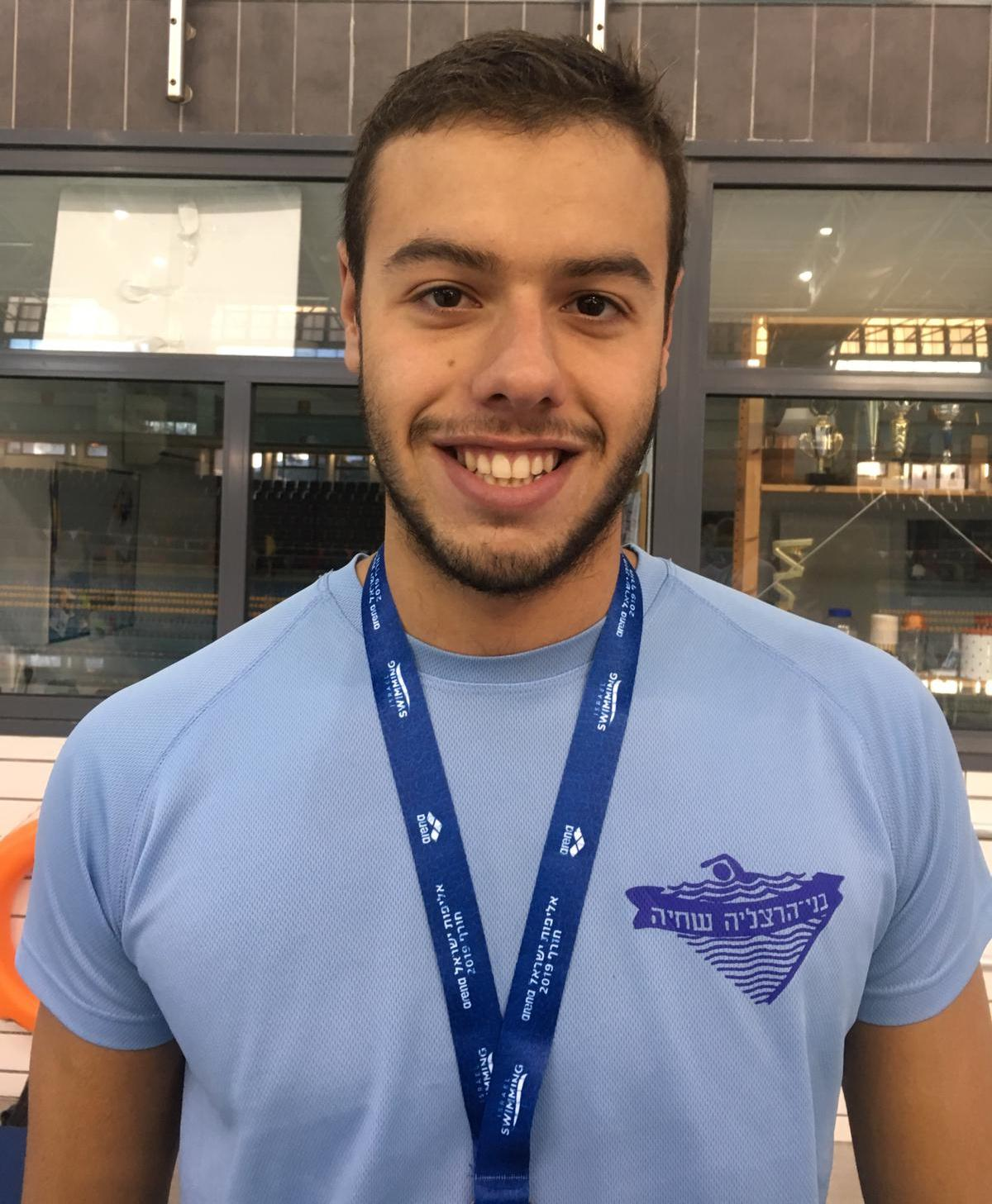
Matan Roditi
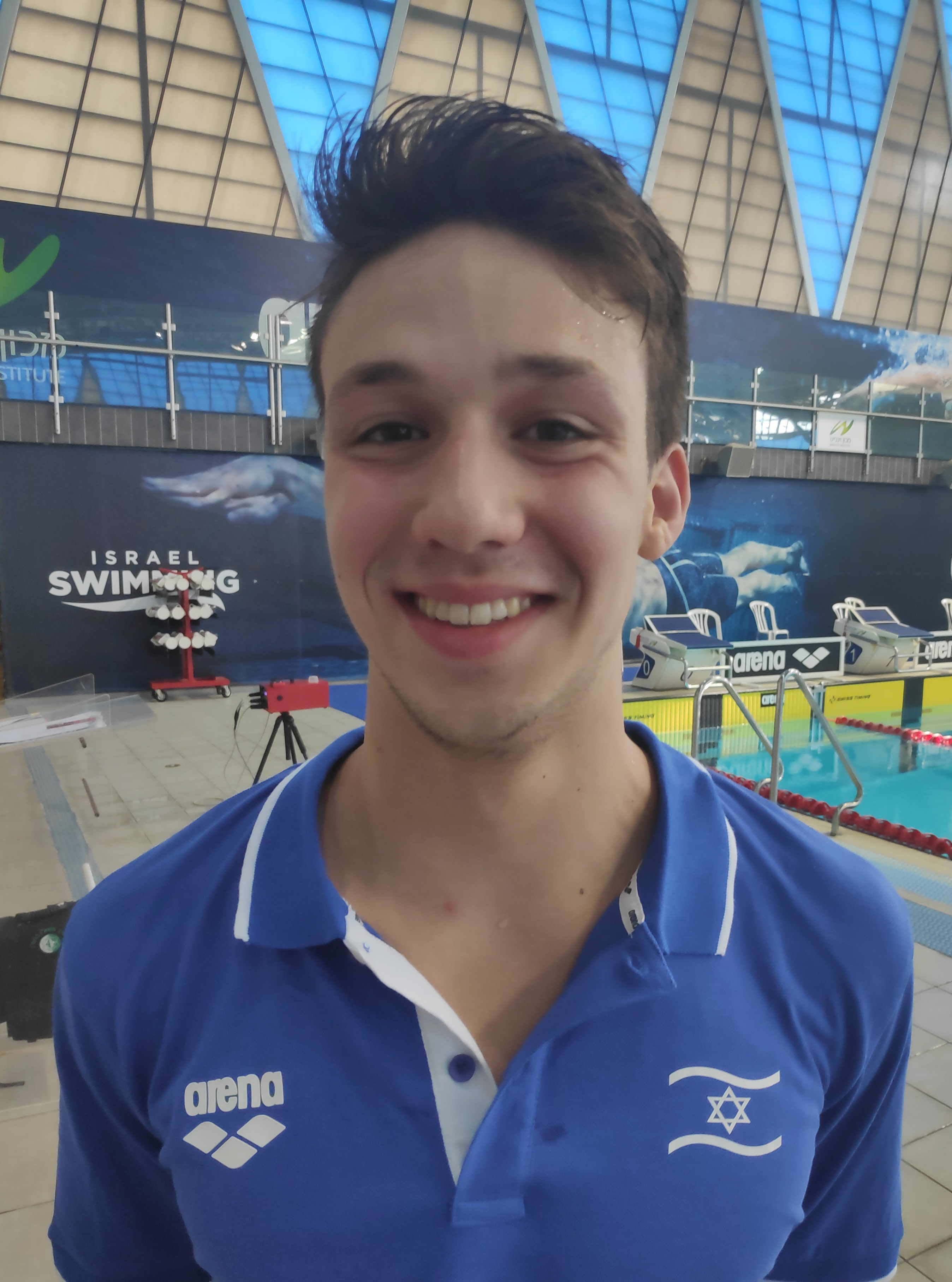
Gal Cohen Groumi
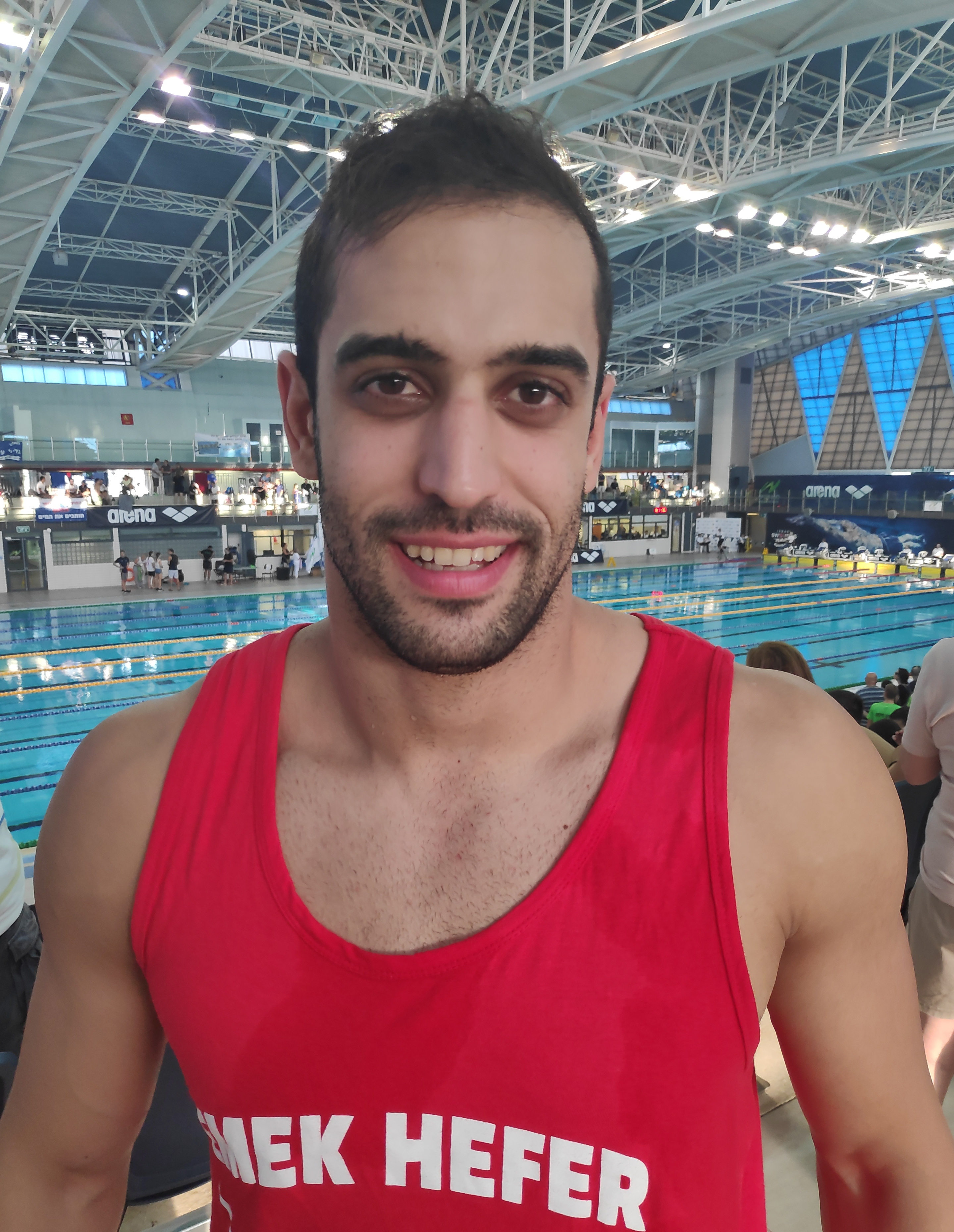
Itay Goldfaden
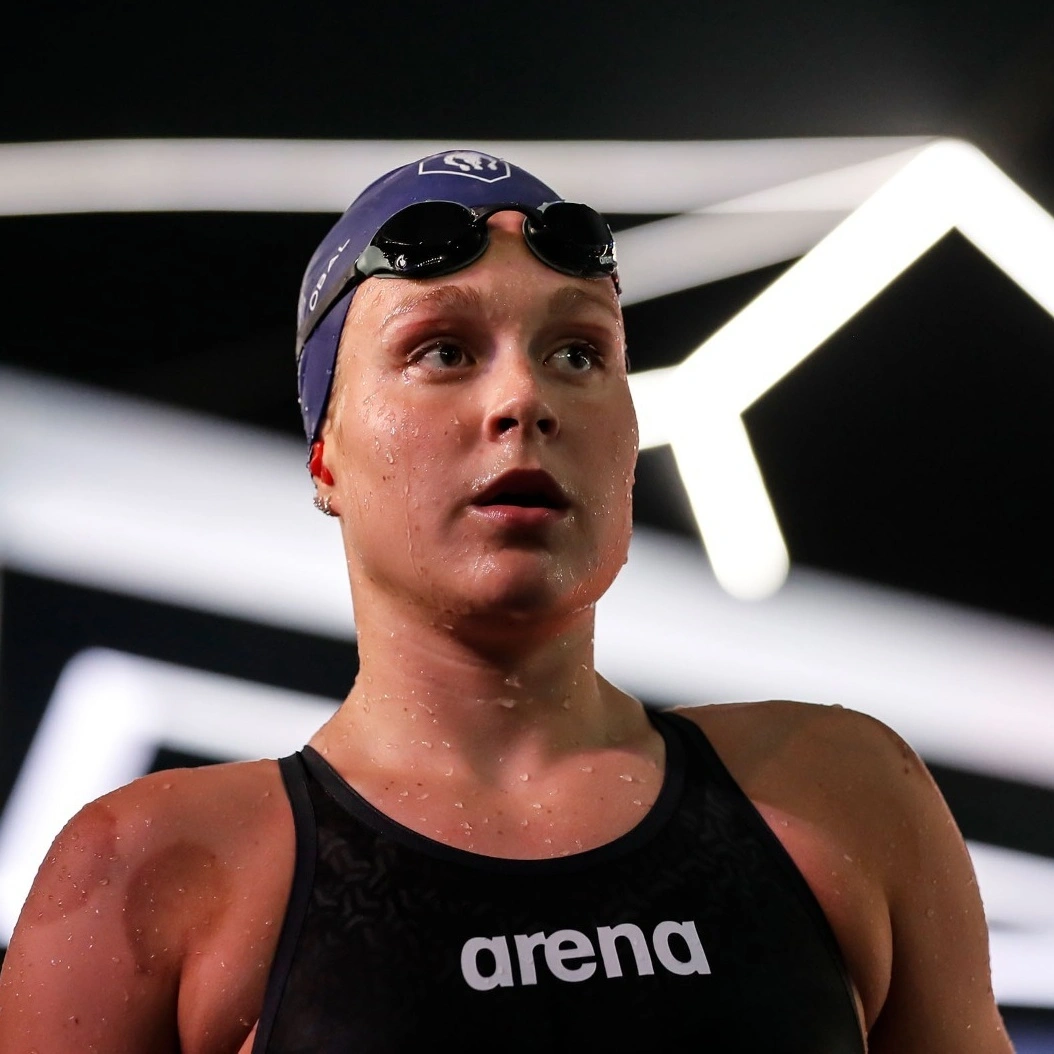
Anastasia Gorbenko
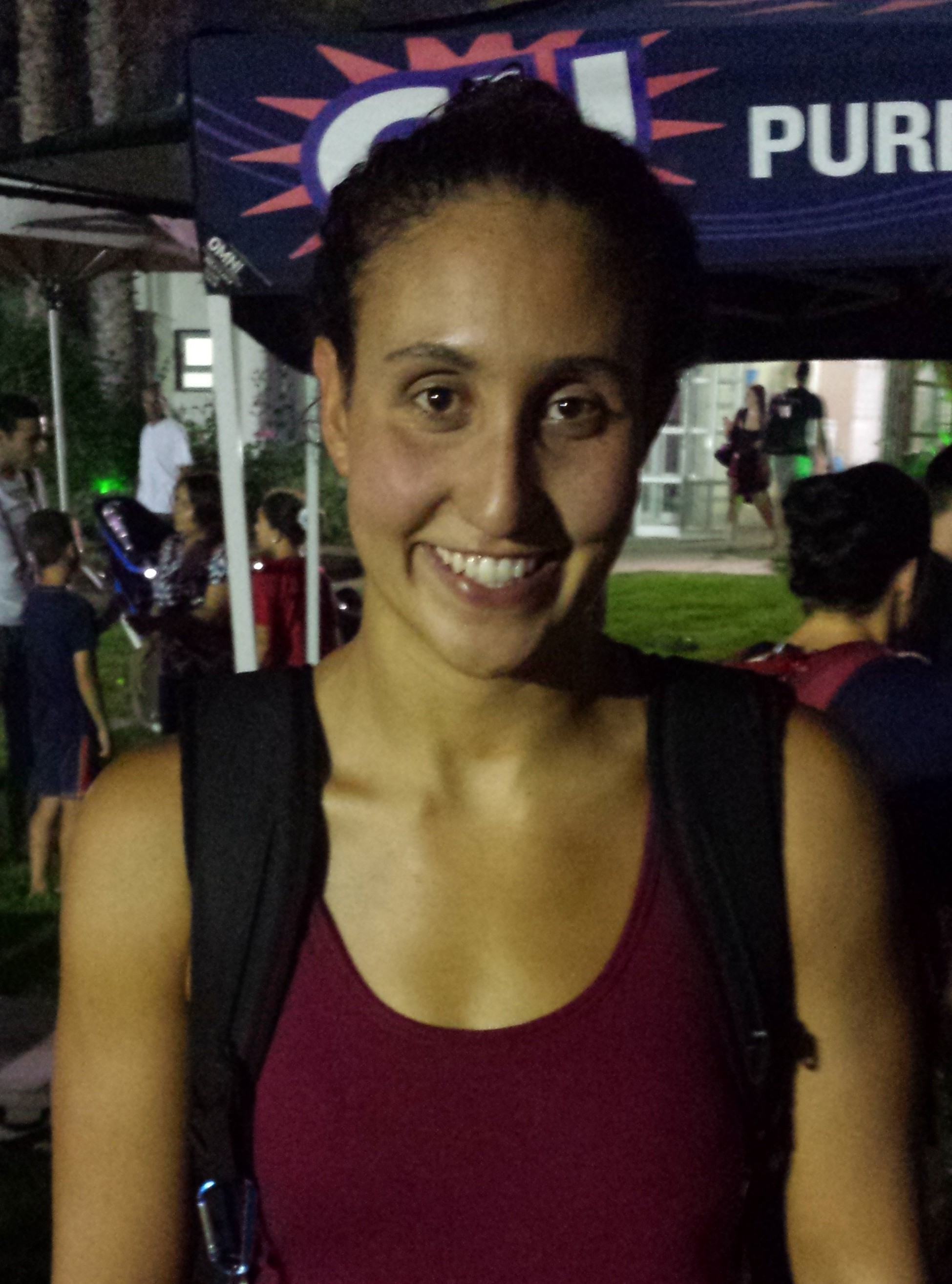
Andrea Murez

| Athlète                                                         | Épreuve                       | Série            | Série       | Demi-finale   | Demi-finale | Finale            | Finale   |
| Athlète                                                         | Épreuve                       | Temps            | Rang        | Temps         | Rang        | Temps             | Rang     |
| --------------------------------------------------------------- | ----------------------------- | ---------------- | ----------- | ------------- | ----------- | ----------------- | -------- |
| Meiron Cheruti                                                  | 50 m nage libre masculin      | 22 s 1           | 17e         | Éliminé       | Éliminé     | Éliminé           | Éliminé  |
| Meiron Cheruti                                                  | 100 m nage libre masculin     | 49 s 26          | 29e         | Éliminé       | Éliminé     | Éliminé           | Éliminé  |
| Denis Loktev                                                    | 200 m nage libre masculin     | 1 min 47 s 68    | 27e         | Éliminé       | Éliminé     | Éliminé           | Éliminé  |
| Michael Laitarovsky                                             | 100 m dos masculin            | 55 s 34          | 36e         | Éliminé       | Éliminé     | Éliminé           | Éliminé  |
| Yakov-Yan Toumarkin                                             | 100 m dos masculin            | 54 s 81          | 31e         | Éliminé       | Éliminé     | Éliminé           | Éliminé  |
| Yakov-Yan Toumarkin                                             | 200 m dos masculin            | 1 min 59 s 65    | 28e         | Éliminé       | Éliminé     | Éliminé           | Éliminé  |
| Tomer Frankel                                                   | 100 m papillon masculin       | 51 s 99          | 21e         | Éliminé       | Éliminé     | Éliminé           | Éliminé  |
| Gal Cohen Groumi                                                | 100 m papillon masculin       | Forfait          | Forfait     | Éliminé       | Éliminé     | Éliminé           | Éliminé  |
| Gal Cohen Groumi                                                | 200 m 4 nages masculin        | 1 min 59 s 44    | 30e         | Éliminé       | Éliminé     | Éliminé           | Éliminé  |
| Ron Polonsky                                                    | 1 min 58 s 95                 | 26e              | Éliminé     | Éliminé       | Éliminé     | Éliminé           |          |
| Ron Polonsky                                                    | 400 m 4 nages masculin        | 4 min 21 s 50    | 27e         | Non disputé   | Non disputé | Éliminé           | Éliminé  |
| Ron Polonsky                                                    | 200 m brasse masculin         | 2 min 12 s 71    | 27e         | Éliminé       | Éliminé     | Éliminé           | Éliminé  |
| Gal Cohen Groumi Tomer Frankel Denis Loktev Daniel Namir        | 4 × 200 m nage libre masculin | 7 min 8 s 65 NR  | 10e         | Non disputé   | Non disputé | Éliminés          | Éliminés |
| Matan Roditi                                                    | 10 km en eau libre masculin   | Non disputé      | Non disputé | Non disputé   | Non disputé | 1 h 49 min 24 s 9 | 4e       |
| Andrea Murez                                                    | 50 m nage libre féminin       | 25 s 48          | 30e         | Éliminée      | Éliminée    | Éliminée          | Éliminée |
| Andrea Murez                                                    | 100 m nage libre féminin      | 54 s 6 NR        | 22e         | Éliminée      | Éliminée    | Éliminée          | Éliminée |
| Andrea Murez                                                    | 200 m nage libre féminin      | 1 min 58 s 97    | 19e         | Éliminée      | Éliminée    | Éliminée          | Éliminée |
| Aviv Barzelay                                                   | 200 m dos féminin             | 2 min 11 s 13    | 15e         | 1 min 12 s 93 | 15e         | Éliminée          | Éliminée |
| Anastasia Gorbenko                                              | 100 m dos féminin             | 59 s 90          | 12e         | 59 s 30 NR    | 8e          | 59 s 53           | 8e       |
| Anastasia Gorbenko                                              | 100 m brasse féminin          | Forfait          | Forfait     | Éliminée      | Éliminée    | Éliminée          | Éliminée |
| Anastasia Gorbenko                                              | 200 m brasse féminin          | 2 min 28 s 41    | 28e         | Éliminée      | Éliminée    | Éliminée          | Éliminée |
| Anastasia Gorbenko                                              | 100 m papillon féminin        | 58 s 23          | 18e         | Éliminée      | Éliminée    | Éliminée          | Éliminée |
| Anastasia Gorbenko                                              | 200 m 4 nages féminin         | 2 min 10 s 21    | 7e          | 2 min 10 s 70 | 10e         | Éliminée          | Éliminée |
| Gal Cohen Groumi Itay Goldfaden Anastasia Gorbenko Andrea Murez | 4 × 100 m 4 nages mixte       | 3 min 43 s 94 NR | 8e          | Non disputé   | Non disputé | 3 min 44 s 77     | 8e       |

### Natation synchronisée
| Athlètes                      | Compétition | Qualifications      | Qualifications  | Qualifications | Qualifications | Finale          | Finale                    | Finale          |
| Athlètes                      | Compétition | Programme technique | Programme libre | Total          | Rang           | Programme libre | Programme libre           | Programme libre |
| Athlètes                      | Compétition | Points              | Points          | Total          | Rang           | Points          | Total (technique + libre) | Rang            |
| ----------------------------- | ----------- | ------------------- | --------------- | -------------- | -------------- | --------------- | ------------------------- | --------------- |
| Eden Blecher Shelly Bobritsky | Duo         | 84,6333             | 83,8580         | 168,4913       | 15e            | Éliminées       | Éliminées                 | Éliminées       |

### Surf
| Athlète     | Compétition | Round 1  | Round 1 | Round 2  | Round 2 | Round 3  | Quart de finale | Demi-finale | Finale / 3e place | Finale / 3e place |
| Athlète     | Compétition | Résultat | Rang    | Résultat | Rang    | Résultat | Résultat        | Résultat    | Résultat          | Classement        |
| ----------- | ----------- | -------- | ------- | -------- | ------- | -------- | --------------- | ----------- | ----------------- | ----------------- |
| Anat Lelior | Femmes      | 7,77     | 4e      | 8,93     | 4e      | Éliminée | Éliminée        | Éliminée    | Éliminée          | 17e               |

### Taekwondo
| Athlète         | Compétition           | Huitièmes de finale     | Quarts de finale            | Demi-finale         | Repêchage            | Finale / MB             | Rang                                |
| Athlète         | Compétition           | Adversaire Résultat     | Adversaire Résultat         | Adversaire Résultat | Adversaire Résultat  | Adversaire Résultat     | Rang                                |
| --------------- | --------------------- | ----------------------- | --------------------------- | ------------------- | -------------------- | ----------------------- | ----------------------------------- |
| Avishag Semberg | Moins de 49 kg femmes | Stambaugh Victoire 22-2 | Wongpattanakit Défaite 5-29 | Non qualifiée       | Trương Victoire 22-1 | Yıldırım Victoire 27-22 | Médaille de bronze, Jeux olympiques |

### Tir
| Athlète        | Compétition                  | Qualification | Qualification | Finale  | Finale  |
| Athlète        | Compétition                  | Points        | Rang          | Points  | Rang    |
| -------------- | ---------------------------- | ------------- | ------------- | ------- | ------- |
| Sergey Richter | Carabine à air comprimé 10 m | 624,5         | 27e           | Éliminé | Éliminé |

### Tir à l'arc

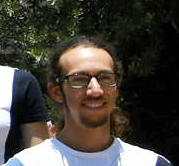
Itay Shanny.

| Athlète     | Compétition        | Tour préliminaire | Tour préliminaire | 1er tour          | 2e tour          | 3e tour          | Quarts de finale | Demi-finale      | Finale / 3e place | Rang |
| Athlète     | Compétition        | Score             | Rang              | Adversaire Score  | Adversaire Score | Adversaire Score | Adversaire Score | Adversaire Score | Adversaire Score  | Rang |
| ----------- | ------------------ | ----------------- | ----------------- | ----------------- | ---------------- | ---------------- | ---------------- | ---------------- | ----------------- | ---- |
| Itay Shanny | Individuel hommes, | 635               | 60e               | Muto Victoire 7-3 | Rai Victoire 6-5 | Tang Défaite 5-6 | Éliminé          | Éliminé          | Éliminé           | 9e   |

### Triathlon
| Athlète       | Compétition | Natation (1,5 km) | Transition 1 | Vélo (40 km) | Transition 2 | Course (10 km) | Temps           | Résultat |
| ------------- | ----------- | ----------------- | ------------ | ------------ | ------------ | -------------- | --------------- | -------- |
| Ran Sagiv     | Hommes      | 18 min 24 s       | 42 s         | 57 min 50 s  | 33 s         | 31 min 35 s    | 1 h 49 min 4 s  | 35e      |
| Shachar Sagiv | Hommes      | 18 min 12 s       | 39 s         | 56 min 14 s  | 28 s         | 31 min 37 s    | 1 h 47 min 10 s | 20e      |

### Voile

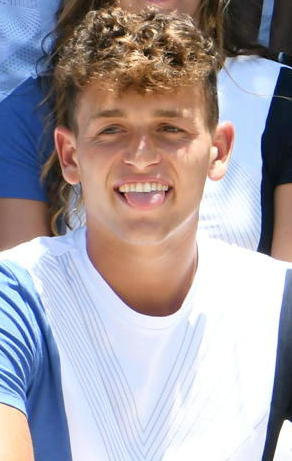
Yoav Cohen

| Athlète                 | Compétition         | Régate | Régate | Régate | Régate | Régate | Régate | Régate | Régate | Régate | Régate | Régate      | Régate      | Régate | Total net | Rang final |
| Athlète                 | Compétition         | 1      | 2      | 3      | 4      | 5      | 6      | 7      | 8      | 9      | 10     | 11          | 12          | CM     | Total net | Rang final |
| ----------------------- | ------------------- | ------ | ------ | ------ | ------ | ------ | ------ | ------ | ------ | ------ | ------ | ----------- | ----------- | ------ | --------- | ---------- |
| Yoav Cohen              | RS:X hommes         | 12     | 6      | 2      | 7      | 6      | 6      | 6      | 7      | 16     | 6      | 4           | 12          | 2      | 76        | 4e         |
| Noya Bar Am Shahar Tibi | 470 femmes          | 2      | 14     | dsq    | 3      | 10     | 11     | 4      | 11     | 6      | 13     | Non disputé | Non disputé | 6      | 80        | 8e         |
| Shay Kakon              | Laser Radial femmes | 39     | 13     | 38     | 18     | 39     | 32     | 34     | 39     | 2      | 5      | Non disputé | Non disputé | EL     | 220       | 30e        |
| Katy Spychakov          | RS:X femmes         | 3      | 5      | 9      | 7      | 10     | 3      | 13     | 13     | 9      | 1      | 4           | 1           | 20     | 85        | 6e         |